# 虞效忠
虞效忠（1917年—1989年），江苏武进人。中华人民共和国政治人物。

## 生平
1943年毕业于贵阳大夏大学。1943年至1950年，任贵州企业公司会计、帐务股、审核股股长、会计室副主任，国民政府资源委员会甘肃油矿局会计室专员、帐务、审汁、成本课课长、会计室副主任，煤业总局会计室主任。后担任香港港九地产公司会计主任兼南方学院会计学教授。1950年到北京，任轻工业部会计处专员，财务司副司长、司长。1958年后，任民建中央宣教处处长，民建中央副秘书长、宣传部部长。是民建第三、四届中央常委，第六、七届全国政协委员。